# Isidro Ayora

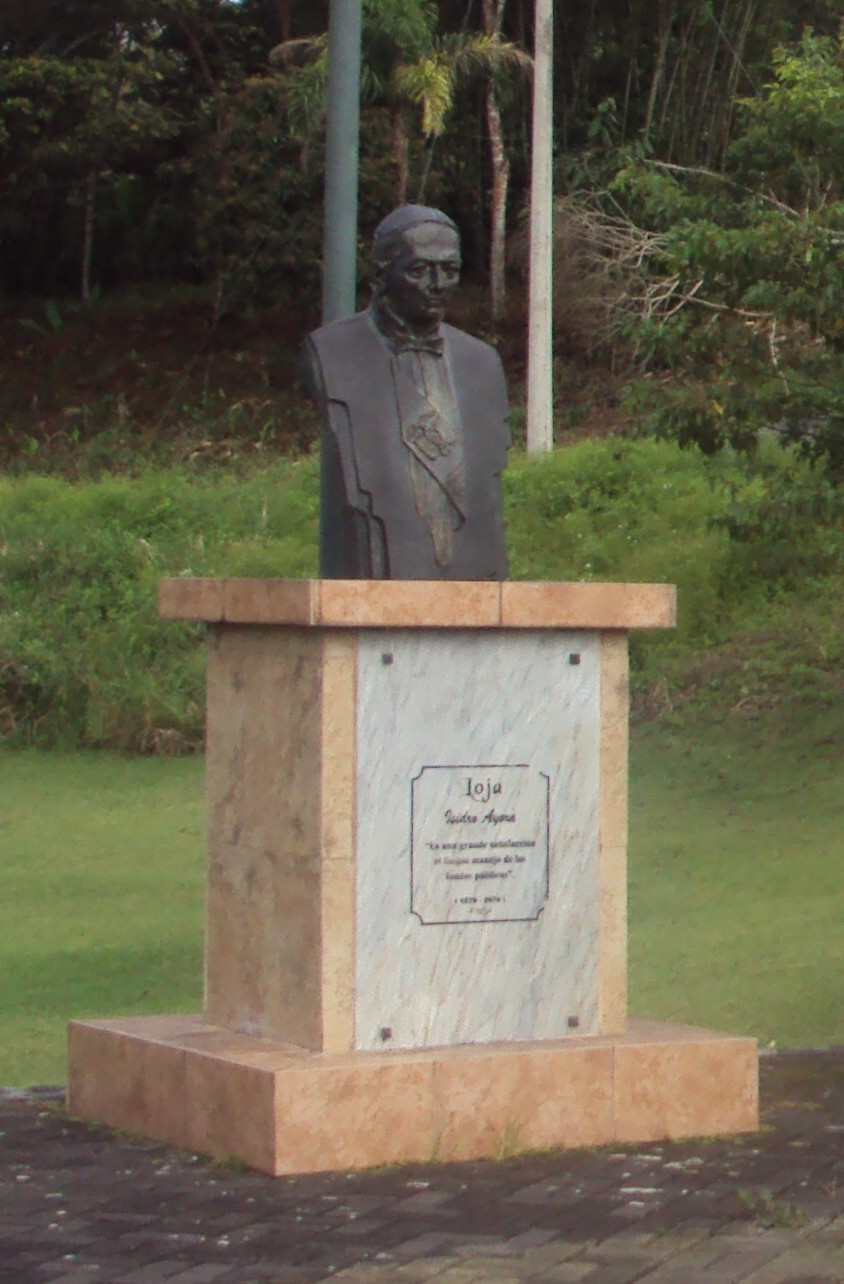
Statue des Isidro Ayora Cueva, Ecuador

Isidro Ayora Cueva (* 31. August 1879 in Loja; † 22. März 1978 in Los Angeles) war ein ecuadorianischer Arzt und Politiker. Er war von 1926 bis 1931 Staatsoberhaupt von Ecuador, zunächst als Mitglied einer zivilen provisorischen Regierungsjunta, dann als Übergangs- und von 1929 bis 1931 als verfassungsmäßiger Präsident.

## Leben

### Ausbildung und Tätigkeit als Arzt und Medizinprofessor
Ayora besuchte eine katholische Schule in seiner Heimatstadt und legte 1897 das Abitur (bachillerato) in Geistes- und Literaturwissenschaften am prestigereichen Colegio Bernardo Valdivieso in Loja ab. Anschließend studierte er Medizin an der Universidad Central del Ecuador in Quito. 1905 wurde er dort zum Doktor der Medizin promoviert. Bereits zu diesem Zeitpunkt hatte er mehrere Lehraufträge erhalten und als Parlamentssekretär gearbeitet. Nach dem Abschluss seines Studiums erhielt er von der Regierung Plaza ein Stipendium für ein Studium in Europa. Er studierte dort Gynäkologie und Geburtshilfe an der Friedrich-Wilhelms-Universität Berlin (Charité) und in der Königlichen Frauenklinik und Hebammenlehranstalt in Dresden bei Christian Leopold. 1909 kehrte er nach Ecuador zurück und wurde dort zum Professor für Geburtshilfe der Universidad Central und zum Direktor der Frauenklinik ernannt, die heute als Hospital Gineco-Obstétrico Maternidad Isidro Ayora seinen Namen trägt. Beide Ämter hatte er fast 20 Jahre lang bis zum Beginn seiner Präsidentschaft inne. 1917 wurde er Dekan der Medizinischen Fakultät und 1925 Rektor der Universidad Central.
Bereits 1911 hatte er parallel zu seiner universitären Tätigkeit gemeinsam mit Kollegen eine eigene chirurgische Klinik gegründet. Seit 1924 war er Vorsitzender des Ecuadorianischen Roten Kreuzes. Er war von 1917 bis zu ihrem Tod im Jahr 1946 mit Laura Carbo Núñez aus Guayaquil verheiratet.

### Präsidentschaft

#### „Julirevolution“ und provisorische Regierungsjuntas
Ayora kam infolge der „Julirevolution“, einem von breiten Volksschichten, Teilen der Presse und staatlichen Institutionen begrüßten Staatsstreich gegen Präsident Gonzalo Córdova am 9. Juli 1925 an die Macht. Begrifflich fasst man unter „Julirevolution“ die gesamte Zeitspanne vom Putsch des 9. Juli bis zum Sturz des neuen verfassungsgemäßen Präsidenten Ayora am 24. August 1931. Nach dem Sturz hatte zunächst eine Junta aus vor allem zivilen Würdenträgern die Regierung übernommen und insbesondere versucht, den Einfluss des Militärs und Ex-Präsidenten Leonidas Plaza Gutiérrez und des Bankiers Francisco Urbina Jado auf die Politik zu beschränken.
Die Junta wurde am 11. Januar 1926 auf Druck Plaza-freundlicher Militärs aufgelöst und durch eine neue ersetzt, der nun Ayora angehörte. Er verfügte über politische Erfahrung, da er 1916 erstmals für die Provinz Loja in das ecuadorianische Parlament gewählt worden war und von 1918 bis 1919 Mitglied des Stadtrats von Quito gewesen war. Seit 1924 war er erneut Mitglied des Stadtrates und der Stadtregierung. Er setzte sich besonders für die Verbesserung der Trinkwasserversorgung und der Abwasserentsorgung ein. Die Mitgliedschaft in der zweiten provisorischen Regierungsjunta wurde Ayora angeboten, da er unter anderem Leibarzt der Ehefrau Plazas und Vertrauter des liberalen Politikers Humberto Albornoz war, der zunächst die Führung der neuen Regierungsjunta übernahm. Er nahm erst an, nachdem ihm die Zusage erteilt worden war, dass seine zuvor im Parlament gescheiterten politischen Projekte zur Verbesserung der Gesundheitsversorgung umgesetzt würden. Ayora amtierte zunächst als Sozial-, Arbeits- und Landwirtschaftsminister.

#### Ayora als Diktator und Modernisierer
Am 10. März 1926 setzte die Oberste Militärjunta die zweite provisorische Regierungsjunta ab und erklärte für Außenstehende überraschend Ayora zum Präsidenten mit umfassenden Kompetenzen, der nun praktisch zum Diktator geworden war. Ayora war von den Parteien des Landes unabhängig und wurde nur vom Militär gestützt, von dem er sich seinerseits erbeten hatte, nicht in seine Politik einzugreifen.
Die Politik Ayoras zielte auf die Zentralisierung des Landes und auf die Wiederherstellung der Regierbarkeit ab. Er schränkte die Pressefreiheit ein, schloss zahlreiche Zeitungen, die sich gegen den Diktator und die fehlende Berücksichtigung ihrer politischen Lager protestierten, und ließ einige der führenden Zeitungsmacher des Landes verweisen. Der populäre konservative Politiker Jacinto Jijón y Caamaño, der zuvor aus dem Exil zurückgekehrt war, wurde wie andere Führer der Konservativen Partei erneut exiliert. Andere politische Gegner wurden in das Amazonastiefland oder auf die Galápagos-Inseln verbracht oder hart bestraft. Zu den Opfern der Repression gehörten auch Führer der Arbeiterbewegung und der Sozialistischen Partei, die sich am 15. November 1926 gegen die Regierung erhoben hatte. Ländliche Gebiete im Norden Ecuadors wurden im Namen des Kampfes gegen angebliche sozialistische Erhebungen vom Militär besetzt. Unter der Regierung Ayora konnte der exilierte Plaza nach Ecuador zurückkehren.
Ayora verfolgte eine Politik der Haushaltskonsolidierung und führte eine harte Bankenpolitik durch, indem er unter anderem am 16. Juni die Edelmetallbestände der bisherigen Emissionsbanken einfrieren und konfiszieren ließ. Der formale Grund waren Schulden, die sie gegenüber dem Staat hatten. Diese Reserven bildeten den Grundstock für die neue Nationalbank, Banco Central del Ecuador, die am 23. Juni 1926 unter der Bezeichnung Caja de Emisión y Amortización (dt. Emissions- und Amortisationskasse) gegründet wurde. Die Politik der Beschlagnahmung hatte jedoch bereits Luis Napoleón Dillón, Finanzminister in der ersten provisorischen Regierungsjunta, eingeleitet. Die Reserven wurden jedoch in England und den USA deponiert. Der Sucre wurde um 41 % abgewertet und auf eine Parität von 1:5 zum US-Dollar gesetzt. Neue Münzen mit dem Konterfei Ayoras und seiner Frau wurden in Umlauf gebracht. Der Staatshaushalt war durch die Beschlagnahmungen entlastet und wies einen Überschuss auf. Die staatliche Bürokratie wurde im Dienste der administrativen Zentralisierung ausgebaut.
Für die weitere Modernisierung des Staatswesens empfing die Regierung Ayora zwischen Oktober 1926 und März 1927 eine Mission unter Leitung des US-amerikanischen Wirtschaftswissenschaftlers und Professors der Princeton University, Edwin Walter Kemmerer. In den folgenden beiden Jahren gründete oder transformierte die Regierung Ayora zahlreiche Institutionen, die zum Teil noch heute im ecuadorianischen Staatswesen existieren: die Generalstaatsanwaltschaft, den staatlichen Rechnungshof, Direktionen für Staatseinnahmen und Staatsvermögen sowie Staatliche Beschaffungen, die ständige Budgetkommission, die Zollbehörde Dirección General de Aduanas, die Bankenaufsicht, die Pensions- und Rentenkasse als Kern des heutigen Sozialversicherungsträgers Instituto Ecuatoriano de Seguridad Social, den Banco Hipotecario (heute Banco Nacional de Fomento) zur Förderung der Landwirte und das Instituto Geográfico Militar.

#### Verfassunggebende Versammlung und konstitutionelle Präsidentschaft
Im August 1928 berief Ayora eine Verfassunggebende Versammlung ein, die ihn zunächst zum Interimspräsidenten und nach Erlass der neuen Verfassung am 17. April 1929 zum verfassungsmäßigen Präsidenten mit Amtszeit bis zum 31. August 1932 wählte. Die neue Verfassung, die am 26. März verabschiedet worden war, war im Gegensatz zu Ayoras früher Regierungszeit rechtsstaatlich orientiert und enthielt unter anderem Habeas-Corpus-Rechte, führte das Frauenwahlrecht ein und verbesserte die rechtliche Stellung unehelicher Kinder. Sie führte funktionale Vertreter im Senat des ecuadorianischen Parlaments für die Presse, den Bereich der Schulbildung und des Oberschul- und Universitätswesens sowie für Landwirtschaft, Industrie und indigene Bevölkerung ein.
Am 10. August 1929 begann der Nationalkongress seine erste Sitzungsperiode seit 1925. 1930 wurde erstmals ein Tourismus-Fördergesetz verabschiedet, das aber später nicht nachhaltig verfolgt wurde. Die Regierung Ayora verwendete viele Mittel auf die Verbesserung der Wasserversorgung, insbesondere die Kanalisation von Guayaquil.
Insgesamt wurde die Julirevolution damit zum Teil institutionalisiert, zum Teil wurden die Ursachen, die sie auslösten, nicht beseitigt. Die sozialen Probleme wurden nicht gelöst, die Armut vergrößerte sich durch stagnierende Exporte, Probleme in der Kakao-Produktion und nach der Großen Depression 1929 sogar noch. Inmitten der Wirtschaftskrise verlor Ayora im August 1931 die Unterstützung durch das Militär. Kriegsminister Carlos Guerrero hatte von führenden Offizieren verlangt, eine Erklärung gegen die Freimaurerei zu unterschreiben. Die Offiziere erhoben sich in ihrer Kaserne, woraufhin ihr Anführer abgesetzt und durch einen anderen ersetzt wurde, der aber von den Offizieren der Kaserne gefangen genommen wurde. Ayora verlor daraufhin den Rückhalt in fast allen Einheiten. Er trat zurück und designierte seinen kürzlich ernannten Innenminister Oberst Luis Larrea Alba zu seinem Nachfolger.

### Nach seinem Sturz
Ayora kehrte zunächst in den Arztberuf und seine Privatklinik zurück. Nach Erwerb der Hacienda San Antonio in Uyumbicho wurde er zusätzlich Gründungspräsident der Holstein-Friesian-Vereinigung Ecuadors, die später als Rinderzüchterverband unter Führung von Plaza Gutiérrez' Sohn Galo Plaza Lasso zum mächtigen Verband der kommerziellen Landwirtschaft wurde. Nach dem Tod seiner Frau lebte er von 1946 bis 1952 bei seiner Tochter im San Fernando Valley im nördlichen Teil von Los Angeles. Anschließend kehrte er nach Ecuador zurück, arbeitete erneut in seiner Privatklinik und wurde 1957 nochmals Direktor der staatlichen Geburtshilfe- und Frauenklinik in Quito. 1955 verlieh ihm die Freie Universität Berlin die Ehrendoktorwürde. 1966 bildete er gemeinsam mit Galo Plaza Lasso und Camilo Ponce Enríquez eine „Kommission“, die Clemente Yerovi als Übergangspräsidenten nach der Militärregierung empfahl. Anschließend zog er sich komplett ins Privatleben zurück.
Heute tragen die Städte Isidro Ayora (ehemals Soledad) in der Provinz Guayas und Puerto Ayora auf den Galápagos-Inseln seinen Namen.
Seit 2023 ist Isidro Ayora auf der neuen 5-Centavo-Münze der Banco Central del Ecuador abgebildet.